# Wettin
Wettin est une localité allemande de Saxe-Anhalt, dans l'arrondissement de Saale. Elle se dresse sur un coteau escarpé en rive droite de la Saale, à environ 20 km au nord de Halle (Saale), au cœur du parc naturel de la Saale inférieure. Ce bourg est traversé par les fossés de la reine Louise. Il compte environ 2 400 habitants (2009).
Mentionnée dès 961 dans un pays peuplé par les slaves Nudzici (cf. le village voisin de Neutz et le pays Neutzgau), Wettin fut intégrée au duché de Magdebourg en 1680, et dans la province de Saxe prussienne en 1815.
Wettin est l'origine de la maison de Wettin, qui régna sur la Haute-Saxe pendant plus de 800 ans, et dont les descendants montèrent sur les trônes de Belgique, du Royaume-Uni, de Bulgarie, du Portugal, et de Pologne.
Le château, ancien siège de la maison de Wettin, est maintenant une école, le Burggymnasium.